# Проспект Королёва (Санкт-Петербург)
Проспект Королёва — проспект в Приморском районе Санкт-Петербурга. Проходит от Коломяжского проспекта до реки Каменки. Фактически по состоянию на 2020 год проезжая часть проспекта заканчивается в месте планируемого перекрёстка с Плесецкой улицей.

## История

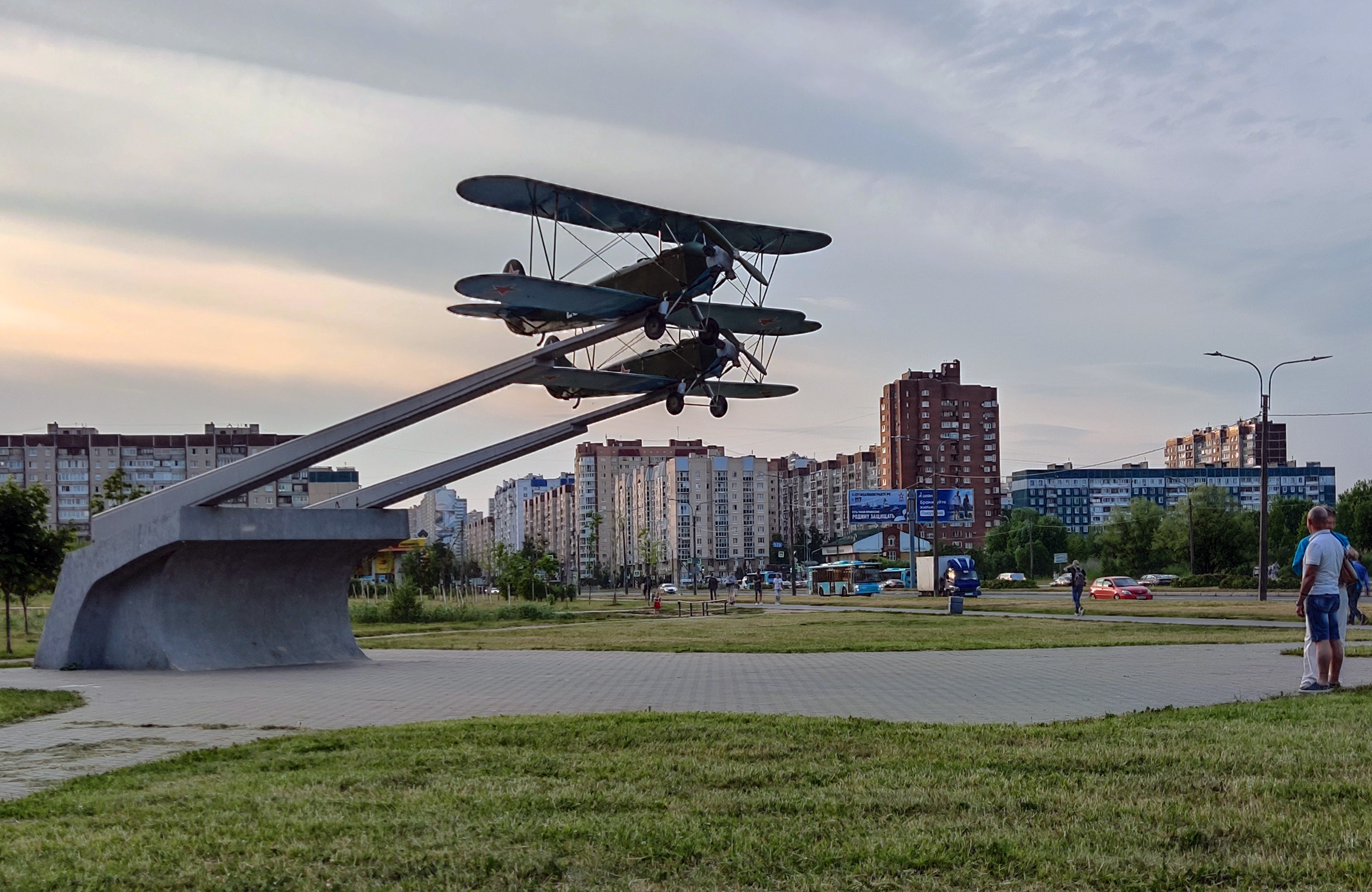
Памятник первым лётчикам России, авиаторам Комендантского аэродрома — два самолёта По-2.

Получил современное название 23 февраля 1987 года. До этого участок от Коломяжского проспекта до Байконурской улицы носил название улица Королёва со 2 ноября 1973 года.
В 2017 году был построен участок проспекта Королева от Глухарской улицы до Плесецкой. Он был выполнен в виде восточной двухполосной дороги. В декабре 2024 года участок реконструировали, добавив западную двухполосную проезжую часть.

## Пересечения
- Коломяжский проспект
- Серебристый бульвар
- Байконурская улица
- проспект Сизова
- улица Маршала Новикова
- Площадь Сикорского с улицей Уточкина
- Ольховая улица
- Долгоозёрная улица
- Мартыновская улица
- улица Шаврова
- Шуваловский проспект (проект)
- Глухарская улица (проект)
- Плесецкая улица
- Арцеуловская аллея (проект)
- Дорога в Каменку (проект)

## Транспорт
Ближайшие к проспекту Королёва станции метро — «Комендантский проспект» и «Пионерская».

## Объекты
- Детско-юношеская спортивная школа олимпийского резерва — дом 23
- Озеро Долгое
- Дом Молодёжи Приморского района — дом 32